# Fora das Grades
Fora das Grades é um filme brasileiro de 1971, do gênero drama, escrito e dirigido por Astolfo Araújo.

## Sinopse
É um estudo sobre a psicologia de um criminoso. Um bandido, após dez anos atrás das grades, continua sua vida de crimes no dia a dia.

## Prêmios
Prêmio Governador do Estado de São Paulo 1972
- Venceu
  - Melhor atriz secundária (Liana Duval)[2]
  - Melhor argumento[2]

## Elenco
- Luigi Picchi[1]
- Joana Fomm[1]
- Sérgio Hingst[2]
- Roberto Maya[1]
- Francisco Cúrcio[2]
- Liana Duval[2]
- Cavagnole Neto[2]
- Dalmo Ferreira[2]